# گوهرمرغ رخ‌سیاه
گوهرمرغ رخ‌سیاه (نام علمی: Conioptilon mcilhennyi) نام یک گونه از تیره گوهرمرغان است.